# Perihelion: The Prophecy
Perihelion - The Prophecy is een videospel voor de platforms Commodore Amiga. Het spel werd uitgebracht in 1993. 